# Цвятко Стойков
Цвя̀тко Иванòв Стòйков (с псевдоним Андрèй) е деец на революционното работническо движение в България.

## Биография
Цвятко Стойков е роден на 3 март 1915 г. в село Крушево (Крушово), тогава област Габрово, околия Севлиево, Царство България.
Той е строителен работник, член на РМС от 1932 г., на БКП – от 1935 г. През 1932 г. участва в изграждането на ремсова организация в родното си село. За революционна дейност е арестуван през 1937 г. Завършва подофицерска школа. Член е на партийната група в казармата. През 1941 г. е мобилизиран; участва в снабдяването на сръбските партизани с оръжие и боеприпаси. Командир е на бойна група в село Крушево (1942 г.), на Крушевската партизанска чета; след обединяването ѝ с Кормянската и Горноросишката партизански чети в Севлиевски партизански отред става негов командир.
Загива в престрелка с полицията в местността „Бежанта“ край Севлиево на 13 юли 1943 г.
Неговото име носи читалище „Цвятко Иванов“ в село Крушево, община Севлиево, област Габрово.